# Classe Ko-hyoteki

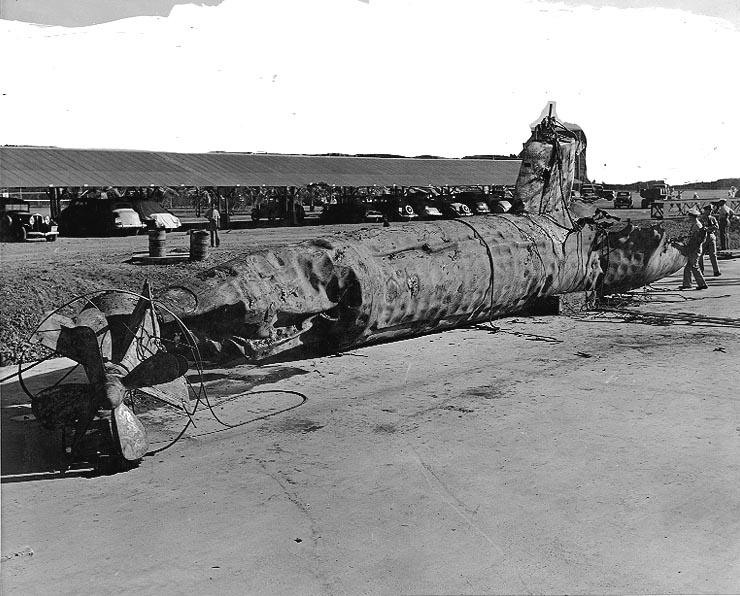
Um mini-submarino "Tipo A" recuperado após o Ataque a Pearl Harbor, afundado no início do ataque pelo USS Monaghan - o céu foi apagado por motivos de censura

A classe Ko-hyoteki (甲標的, "Alvo Tipo 'A'") de submarinos anões japoneses teve número de casco, mas os submarinos não receberam nomes individuais. Para simplificação, estes submarinos são tipicamente designados pelo número no casco do submarino-pai. Assim, o submarino anão incorporado no I-16 japonês era designado de midget I-16 (anão I-16). Os números de casco de submarinos anão eram precedidos por "HA", podendo ser vistos apenas nas placas de identificação do fabricante, no interior do casco.
Foram construídas cinquenta unidades. Usava-se o nome de código "Alvo do tipo A" como medida de dispersão de atenções - se os inimigos do Japão descobrissem os projectos para estes submarinos, a Marinha Imperial do Japão poderia sempre alegar que se tratavam apenas de submarinos para a prática de técnicas de combate. Eram também designados de "tubos" e outros nomes usados na gíria da Marinha.
Os dois primeiros, Ha-1 e Ha-2, foram usados apenas para testes. Não dispunham das torres, que seriam posteriormente adicionadas para estabilidade dentro de água.
O Ha-19 foi lançado pelo I-24 no ataque a Pearl Harbor. A maioria dos outros cinquenta números de casco não tem dispõe de registo, embora dois tenham sido capturado em Sydney (Austrália), e outros em Guam, Guadalcanal e Ilha Kiska.
Cada submarino estaria equipado com dois torpedos de 17,7 polegadas, introduzidos em tubos montados um em cima do outro. No ataque a Pearl Harbor foi utilizado o torpedo do tipo 97, especialmente desenhado para este submarino, embora problemas com fugas de oxigénio forçassem a utilização do tipo 91, concebido para lançamento aéreo. Também incluía uma carga de demolição que, segundo consta, dotava o submarino para ser utilizado como arma suicida, embora não exista referência deste tipo de utilização.
Cinco destas embarcações participaram no ataque a Pearl Harbor, e uma delas chegou mesmo a penetrar o porto. Destas cinco, um foi capturado e os outros quatro afundados, ou dados como desaparecidos.
Uma das fotos tiradas por um avião japonês durante o ataque evidencia um submarino anão dentro do porto, disparando torpedos, mas futuras investigações revelaram que a fotografia tenha sido manipulada.
Este tipo de submarinos também foi utilizado nos ataques a Sydney (Austrália) e Diego Suarez (Madagáscar).